# Капецци, Леонардо
Леонардо Капецци (итал. Leonardo Capezzi; родился 28 марта 1995 года в Фильине-Вальдарно, Италия) — итальянский футболист, полузащитник клуба «Салернитана».

## Клубная карьера
Леонардо выступал на юношеском уровне за клуб «Фиорентина». В 2013 году он начал привлекаться к играм первой команды. Его дебют за «Фиорентину» состоялся 7 ноября 2013 года в матче группового этапа Лиги Европы против «Пандурия».

## Карьера в сборной
За юношескую сборную Италии до 16 лет Леонардо дебютировал в 2010 году и провёл за неё три матча. В 2011 году он дебютировал в составе юношеской сборной Италии до 17 лет и сразу стал важной частью состава. Позднее Леонардо привлекался в более взрослые юношеские сборные до 18 и 19 лет.